# IndyCar Series
La IndyCar Series es la categoría de carreras de monoplazas más importante de los Estados Unidos. Inicialmente, en 1996, se desarrolló bajo el nombre de Indy Racing League. Surgió por las discrepancias políticas y el pleito con la organización CART. A partir de 1996 se convirtió en una competición alterna y que podía competir frente a la categoría hermana para disputar carreras en circuitos de tipo óvalo, al menos en sus inicios. En 2008, cuando la Champ Car (anteriormente CART) quedó en bancarrota y se fusionó (o reunificó) con la IndyCar, el campeonato se enriqueció de nuevo con competiciones en circuitos permanentes y circuitos callejeros. 
El campeonato forma parte del historial del Campeonato Americano de Monoplazas por el que se ha constituido la base del historial de los campeonatos antecesores (Campeonato Nacional de la AAA (1905-1955), el Campeonato Nacional del USAC (1956-1983), y CART/Champ Car (1978-2008), convirtiéndole entre la serie de campeonatos que siguen el linaje de la serie americana de monoplazas organizada por diferentes entidades a lo largo de su historia entre los más antiguos del mundo, sin embargo, debido a que el ente rector fue fundado en 1996 a raíz de la época de división de la serie (1996-2008), como ente rector del campeonato dicho organismo no entra a ser el más antiguo del mundo por cuestiones de organización.
Gran parte del prestigio de este campeonato viene por contar entre sus pruebas con las 500 Millas de Indianápolis, siendo esta la prueba más importante del campeonato. En sus inicios, la totalidad de las fechas del campeonato se corrían en óvalos, donde se superan los 350 km/h de velocidad promedio. Desde la temporada 2005, se incorporan circuitos urbanos y autódromos, los cuales superan en cantidad a los óvalos a partir de 2010.

## Historia

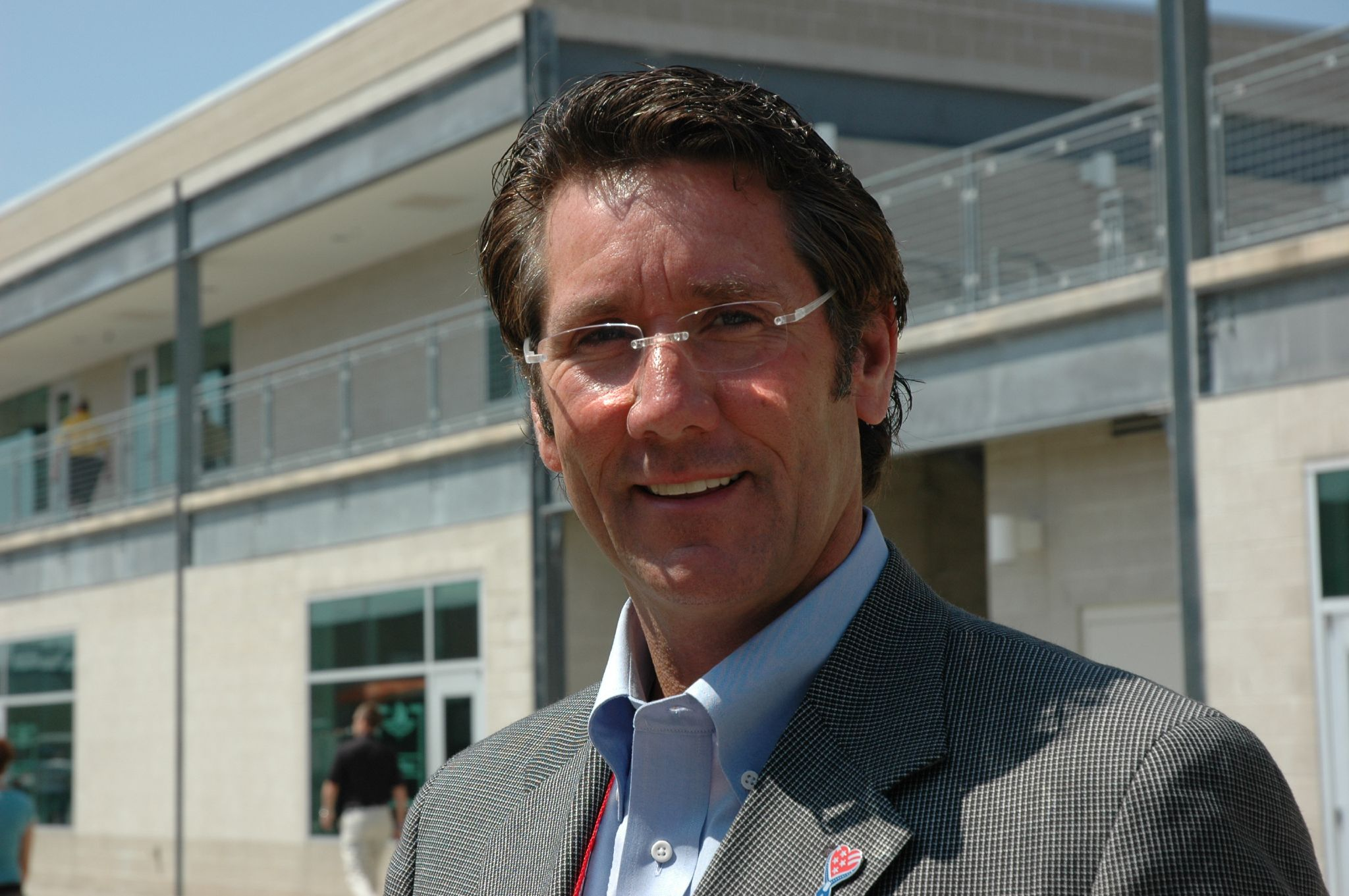
Tony George, exjefe de IndyCar y del IMS.

### Antecedentes
La Indy Racing League se creó cuando el empresario Tony George, dueño de Indianapolis Motor Speedway, decidió separarse de la CART, la organización que había sancionado la IndyCar World Series desde 1979, debido principalmente a que discrepaba con la política de introducir más circuitos mixtos en detrimento de los óvalos y la creciente participación de pilotos extranjeros. También se argumentaba que, a semejanza de la Fórmula 1, la CART se había vuelto demasiado tecnológica y estaba dominada por los equipos adinerados a costa de los más artesanales.

### Sus inicios

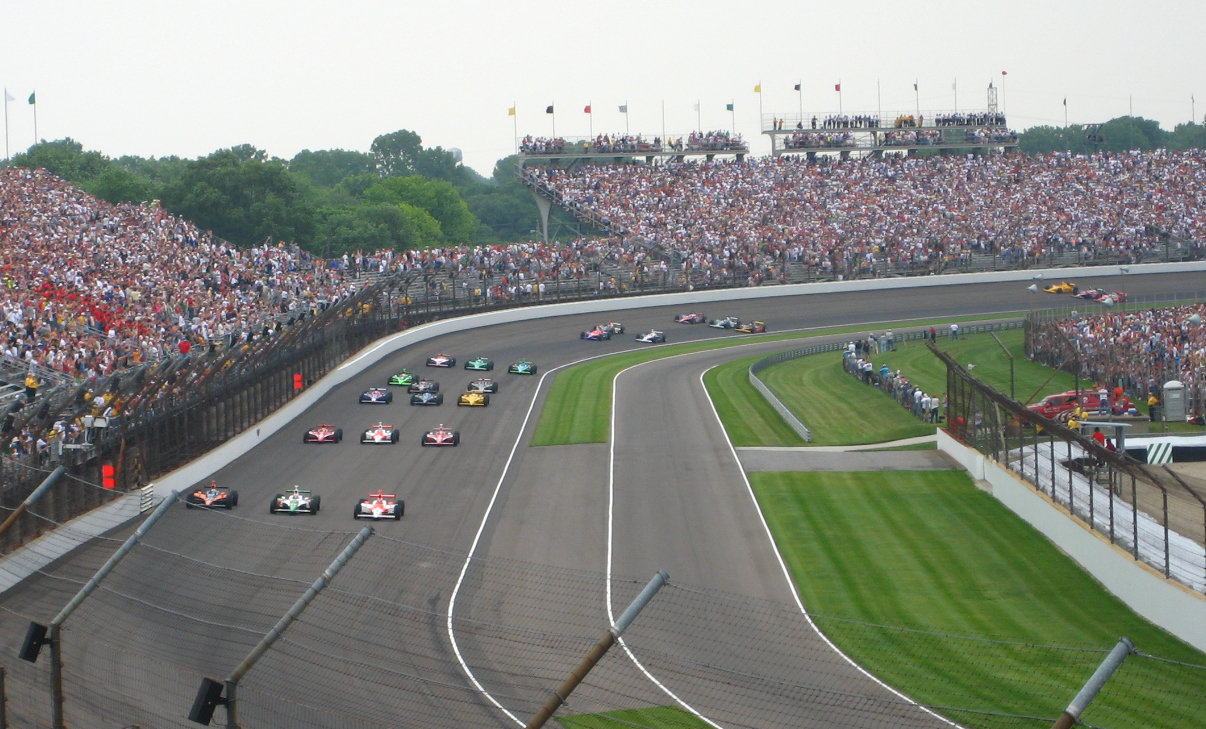
Las 500 millas de Indianápolis son el principal evento del campeonato.

La serie se esbozó con el objetivo de atraer a los mejores pilotos estadounidenses, con un reglamento de automóviles que exigiera presupuestos menores y produjera finales de carrera más disputados que otras series.
Las primeras carreras de la categoría fueron fiscalizadas por USAC, pero este organismo fue criticado por lo sucedido en las carreras de Indianápolis y Texas de 1997. En la edición 81 de las 500 millas de Indianápolis donde hubo 35 autos (en vez de 33), hubo un final polémico de carrera donde Tony Stewart golpeó contra la pared faltando tres vueltas para la meta haciendo que se saque la bandera amarilla, pero no el auto de seguridad y por ello la última vuelta fue relanzada junto con la bandera blanca. En la siguiente carrera, en Texas, la USAC reconoció erróneamente como ganador a Billy Boat y cuando Arie Luyendyk (el verdadero ganador) fue a protestar en el victory lane, fue agredido por A.J. Foyt (jefe de Boat y dueño de equipo) y se quedó con el trofeo de ganador. USAC reconoció su error por un fallo en los sistemas de cronometraje en el que señaló que Luyendyk era el ganador legítimo, pero pese a ello, la Indy Racing League la removió de su labor fiscalizadora y desde entonces la propia serie fiscaliza las carreras.

### 2000-2008
Tal es el caso de Paul Dana quien falleció al golpear con Ed Carpenter en la pista de Homestead luego de un incidente del segundo, entretanto Carpenter quien fue el que recibió el golpe resultó con traumatismos de poca consideración, pero Danna, falleció horas más tarde. Igual sucedió en 2003, cuando luego del terrible accidente de Kenny Brack en Texas el piloto Tony Renna falleciera en un accidente en Indianapolis producto de una salida de pista y de atravesar la barda, falleciendo en el acto.
En 2006, Toyota y Chevrolet abandonaron la categoría, dejando a Honda como único proveedor de motores. Dallara quedó en 2007 como único proveedor de chasis entre los equipos.
En 2007, Danica Patrick se convirtió en la única mujer en quedarse con la pole position de las 500 Millas de Indianápolis. A su vez, es la única mujer en haber liderado vueltas en este evento y en haber ganado carreras de IndyCar.

### Disputa legal y reunificación con CART

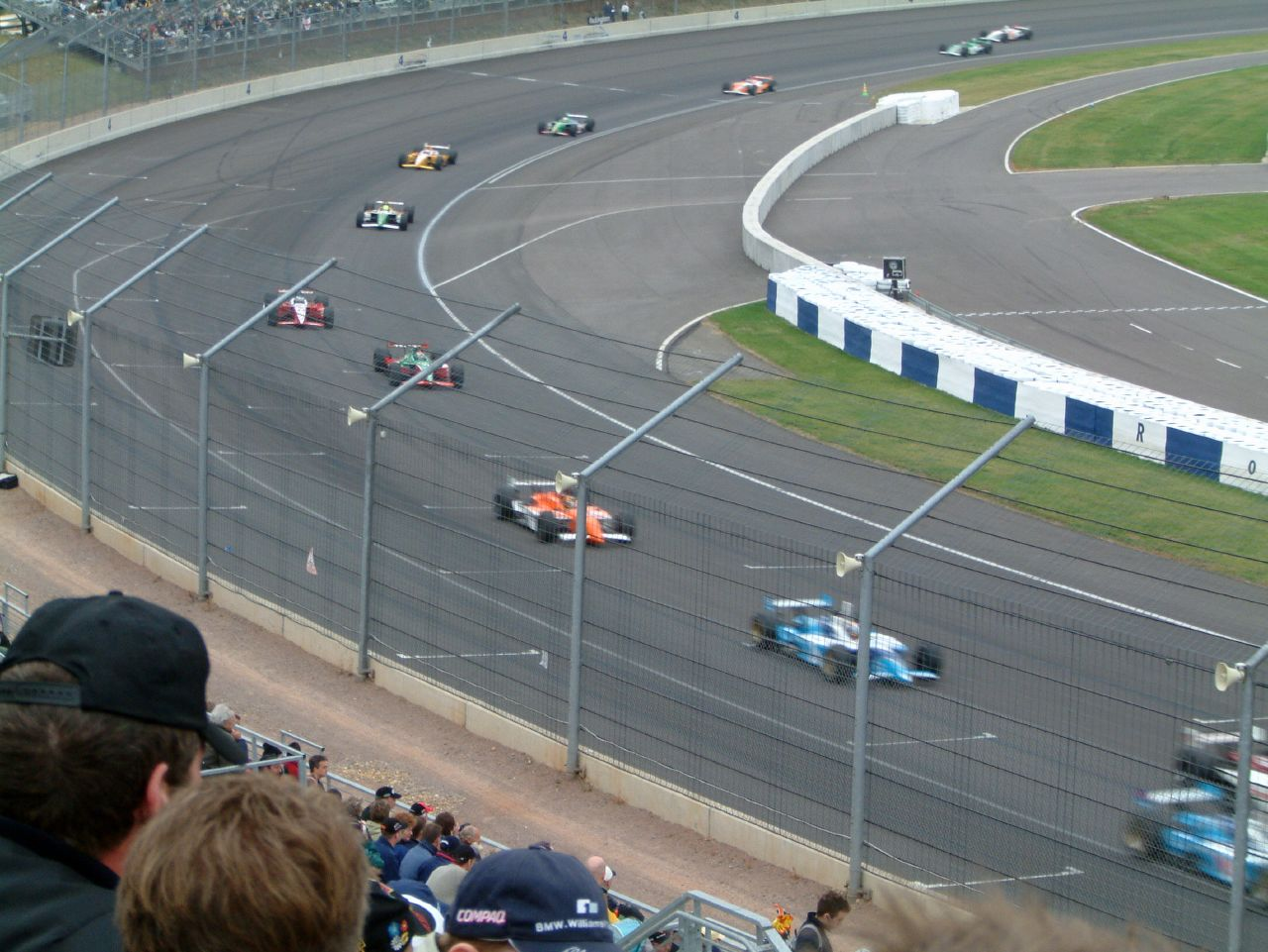
Hasta 2002 los derechos sobre el nombre IndyCar pertenecían a CART, con quien la Indy Racing League mantuvo disputas legales.

Debido a una disputa legal con CART, la IRL fue incapaz de utilizar el nombre IndyCar (registrado por la Indianapolis Motor Speedway en 1992 y licenciado a CART) hasta finales de 2002. En 2003 adopta la denominación actual de IndyCar Series.
Entretanto, los vehículos fueron siendo más veloces y a medida que migraban equipos venidos de CART debido a la comodidad de presupuesto, estos se iban volviendo más veloces. Pero esto trajo consecuencias, como la seguridad de los vehículos. Entre 2002 y 2003, tres de los principales equipos que dominaban la CART, Ganassi, Penske y Andretti Green, pasaron a la IndyCar a tiempo completo junto con los proveedores de motores Honda y Toyota y numerosos pilotos extranjeros. Asimismo, varios circuitos dejaron de albergar carreras de la CART y pasaron a recibir a la IndyCar.
A inicios de la temporada 2008, y a raíz de la bancarrota que sufrió la Champ Car World Series, varios pilotos y equipos de la mencionada categoría se sumaron a la IndyCar Series. La Champ Car quebró debido al desinterés del público generado por la lucha entre ambas categorías, y que, a costa de esto, aumentó la popularidad de NASCAR en los Estados Unidos.

### 2009-2017
Una vez más para la temporada final de 2011 de la IZOD IndyCar Series se cobró la vida de otro piloto de carreras, el que en el momento se había ganado en ese mismo año, las 500 millas de Indianápolis el piloto Británico Dan Wheldon. Justin Wilson es el fallecido más reciente, al perder la vida en 2015 en Pocono.
Para la temporada 2012, el Proyecto ICONIC, fue el proyecto que fue presentado en marco de la edición 96° de las 500 millas de Indianápolis de 2011, el cual es el actual coche que se utiliza en los circuitos y óvalos, que a partir de la temporada 2012 es el coche reglamentario para todos los equipos, siendo Lotus, Honda y Chevrolet, los proveedores de motores y el paquete aerodinámico, junto a Dallara la marca oficial del diseño del chasis. Lotus dejó la categoría tras esa temporada por el mal rendimiento.

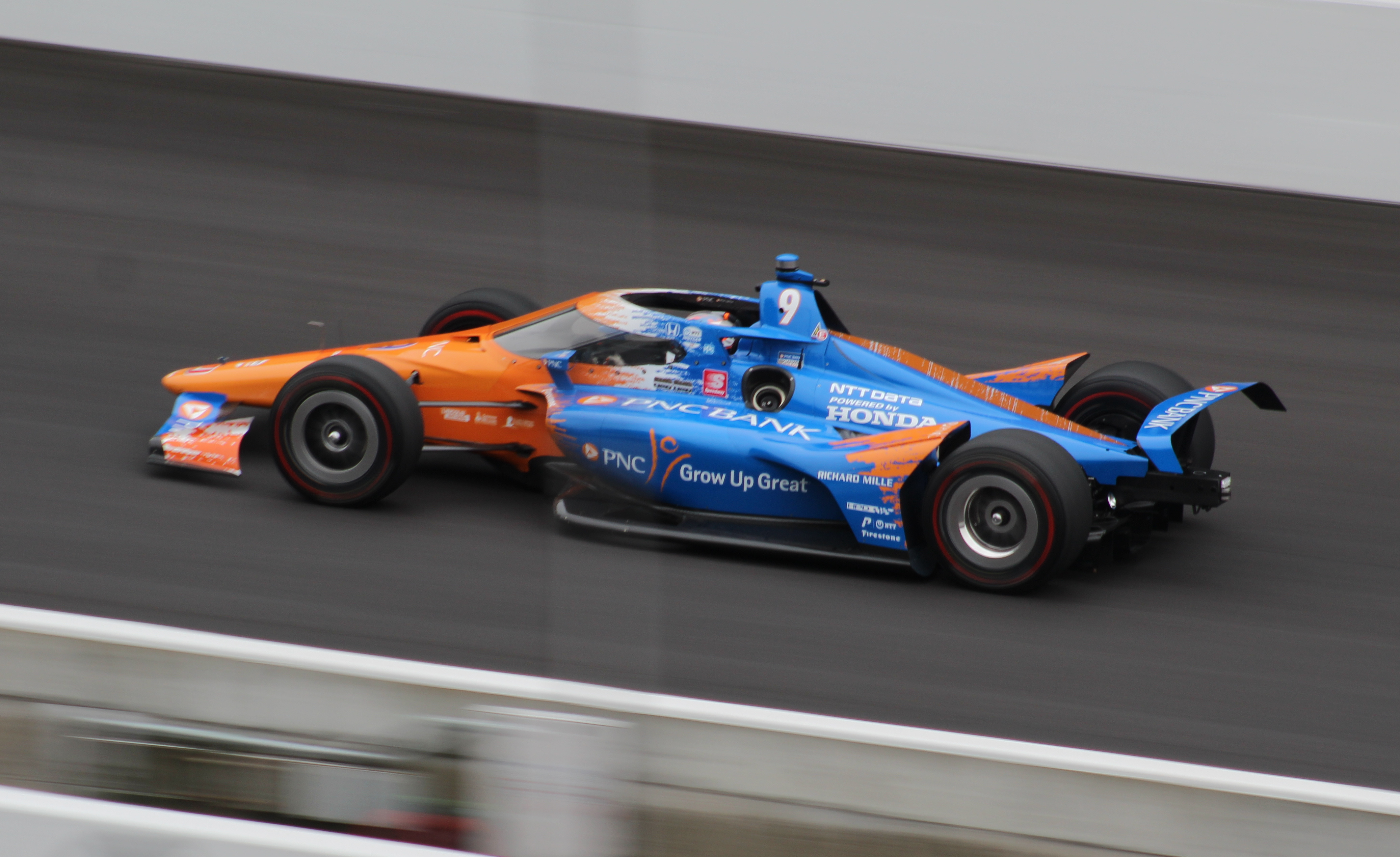
Scott Dixon, seis veces campeón de la IndyCar, conduciendo el monoplaza de óvalos de 2021.

Años más tarde, en 2017, Takuma Satō se convirtió en el primer japonés en ganar las 500 millas de Indianápolis. Esa misma carrera, contó con la participación del piloto de Fórmula 1 Fernando Alonso, quien participó con un auto del equipo Andretti Autosport con el patrocinio de McLaren. Pese a mostrar un buen nivel y clasificar en quinta posición, el español culminó en el puesto 24 debido a una rotura de su motor. A su vez, aseguró que volverá a competir en dicha carrera.

### Actualidad
En 2018, se hicieron importantes cambios en la aerodinámica de los monoplazas. Se creó un kit universal, dejando atrás los kits de Honda y Chevrolet, el cual quitaba varios elementos para obtener una carrocería más sencilla y económica, que genere menos carga aerodinámica y turbulencias en el aire. En 2020, dos años después de que la Fórmula 1 introdujera el Halo, la IndyCar optó por el Aeroscreen para proteger la cabina de los pilotos de objetos que puedan golpear su cabeza.

## Deporte y reglamento

### Sistema de puntuación
Al igual que otras disciplinas, IndyCar premia con puntos según el lugar en el que un conductor termina una carrera. Los tres primeros pilotos están separados por diez y cinco puntos respectivamente (véase la tabla de esta sección). Los finalistas de cuarto a décimo lugar están separados por dos puntos cada uno. De la undécima a la vigesimoquinta posición están separados por un punto cada uno. Todos los demás pilotos que empiezan la carrera reciben cinco puntos. Los puntos de bonificación se otorgan de la siguiente manera: un punto para el piloto que gana la pole position de cada carrera (excepto en Indianápolis), un punto para cualquier piloto que lidere al menos una vuelta en una carrera, y dos puntos adicionales de bonificación para el conductor que lidera la mayor cantidad de vueltas cada carrera.
A partir de 2014, las 500 de Indianápolis otorga doble cantidad de puntos.
| Posición | Puntos | Posición | Puntos | Posición | Puntos | Posición | Puntos |
| -------- | ------ | -------- | ------ | -------- | ------ | -------- | ------ |
| 1.º      | 50     | 11.º     | 19     | 21.º     | 9      | 31.º     | 5      |
| 2.º      | 40     | 12.º     | 18     | 22.º     | 8      | 32.º     | 5      |
| 3.º      | 35     | 13.º     | 17     | 23.º     | 7      | 33.º     | 5      |
| 4.º      | 32     | 14.º     | 16     | 24.º     | 6      |          |        |
| 5.º      | 30     | 15.º     | 15     | 25.º     | 5      |          |        |
| 6.º      | 28     | 16.º     | 14     | 26.º     | 5      |          |        |
| 7.º      | 26     | 17.º     | 13     | 27.º     | 5      |          |        |
| 8.º      | 24     | 18.º     | 12     | 28.º     | 5      |          |        |
| 9.º      | 22     | 19.º     | 11     | 29.º     | 5      |          |        |
| 10.º     | 20     | 20.º     | 10     | 30.º     | 5      |          |        |

### Sistemas de seguridad
Las banderas en el automovilismo en general, son imprescindibles, pues es la manera en que los comisarios de pista se comunican con los pilotos. Los conductores deben de conocer y respetar las distintas banderas.
| Bandera | Descripción |
| ------- | --- |
|         | Bandera amarilla Período en el que se presenta una neutralización de carrera debido a algún accidente o escombros en la pista que interfieran con el desarrollo y sean una posible causa de futuros accidentes. No se permiten sobrepasos en esta bandera. En los óvalos, significa la entrada del auto de seguridad. En los circuitos mixtos el director de la prueba muestra dos banderas señalizando la entrada del auto de seguridad. |
|         | Bandera azul con franja amarilla Cuando un coche rezagado le cede el pase libre al coche que va en liderato, y por tanto permite al coche más rápido que el coche rezagado. |
|         | Bandera verde Inicio de carrera o reinicio tras una bandera amarilla. |
|         | Bandera roja Carrera paralizada por accidente, lluvia (en el caso de los óvalos) o mal estado de la pista. |
|         | Bandera con rayas verticales amarillas y rojas Indica aceite o cualquier objeto o líquido deslizante que produzca peligro para los conductores. |
|         | Bandera blanca Última vuelta. |
|         | Bandera a cuadros Fin de la carrera. |
|         | Bandera blanca con una cruz roja Se advierte de la presencia de una ambulancia en la pista o ayuda médica si es necesaria. |
|         | Bandera negra con una X blanca Se indica a un piloto que ha sido descalificado de la carrera o clasificación por conductas extradeportivas o técnicas. |
|         | Bandera roja con una X amarilla Indica que los pits están cerrados. |
|         | Bandera negra Esta bandera se utiliza para penalizar situaciones de carrera indebida o situaciones técnicas en los pits, generalmente, el piloto es obligado a ir a los pits y seguir las pautas del proceso tributario según sea su sanción que va desde un stop and go (dentención en la caja de pit sin ningún trabajo en el coche y se establece por un tiempo determinado) o por pasar en coche en movimiento por la zona de pits cuando el coche ha excedido el límite de velocidad o es penalizado por conducta antideportiva. Si se presenta con bandera blanca, el coche deja de ser calficiado en la prueba hasta que se convierta en bandera negra con cruz blanca. |

El coche de seguridad es un vehículo de la organización que depende directamente de la Dirección de Carrera. Su función básica es la de neutralizar las carreras para agrupar a los participantes ante un incidente grave. La presencia del coche de seguridad en la pista es acompañado de una bandera amarilla.

### Diseño del chasis
Inicialmente se utilizaron chasis Lola, Reynard y motores Cosworth Buick V6 y Mercedes ex CART de generación anterior. Con el cambio de nuevo reglamento se utilizaron chasis G-Force Riley & Scott y Dallara con motores Oldsmobile(después Chevrolet), e Infiniti hasta 2002 para dejar el paso a Honda y Toyota. El proveedor monopólico de neumáticos es Firestone. Los motores partieron como V8 de 4.0 litros de cilindrada basados en producción y limitados a 10,500 rpm y con 700 hp. Del 2000 al 2004 cambiaron a 3.5 y fueron netamente de carreras, tras los accidentes del 2004 incluido el fatídico de Tony Renna y el severo de Kenny Bräck bajaron a 3.0. Tras la llegada del etanol volvieron a 3.5.

### Motores disponibles
Desde la temporada 2012, los motores tienen un máximo de seis cilindros y 2,2 litros de cilindrada, y podrán estar equipados con turbocompresores. Las marcas que proveen desde la temporada 2012 los motores son Chevrolet y Honda. 
Estas marcas (Con excepción de Lotus, que se retiró al final del 2012 por problemas con sus motores, lo cual obligó a que muchos equipos a mitad de temporada cambiaran sus motores impulsores) que de manera oficial un nuevo coche que ya no necesita el sistema de aspiración por aire, y se vuelve al uso de un motor turbo parecido al utilizado en la Champ Car, pero siendo este una hibridación entre el IndyCar de inicios de la década de 1990 con el coche CART de finales de 1990, haciendo volver parcialmente a las raíces tradicionales del característico diseño clásico de los coches Indy ganadores característicos, pero con nuevas tecnologías innovadores en el aspecto aerodinámicos de cara al siglo XXI. Además finalizará la era del motor alimentado por aire que se venía utilizando desde 1996. Estas marcas tiene contrato hasta 2013 con opción de prórroga.
La lista inicial de los posibles proveedores originalmente estaban en discusión con marcas como Ford, Cosworth, y Mazda. Honda se convirtió en el primer proveedor en comprometerse a proveer motores para el 2012 y más allá. Su propuesta es presentar un motor turbo V6 que será desarrollado por Honda Performance Development. El 19 de agosto de 2010, Cosworth anunció su interés en proveer motores de cuatro cilindros en línea. El 12 de noviembre de 2010, Chevrolet fue confirmado como proveedor de motores para el 2012, el cual proveerá un motor doble turbo V6. El motor será construido en un esfuerzo conjunto con Ilmor, y será presentado en sociedad con Penske Racing. Chevrolet también proporcionará un kit aerodinámico.
Lotus, quien se había convertido en el tercer proveedor de motores, había sido anunciado a finales de 2010 en el Auto Show de Los Ángeles. Lotus construyó un motor en asociación con Judd junto a un kit aerodinámico para los coches que propulsó. El motor fue construido en una asociación con KV Racing, sin embargo, durante la temporada 2012 este motor presentó falta de fiabilidad, potencia y la marca se retiró de la categoría al final de temporada.

## Los Grandes Premios

### Circuitos

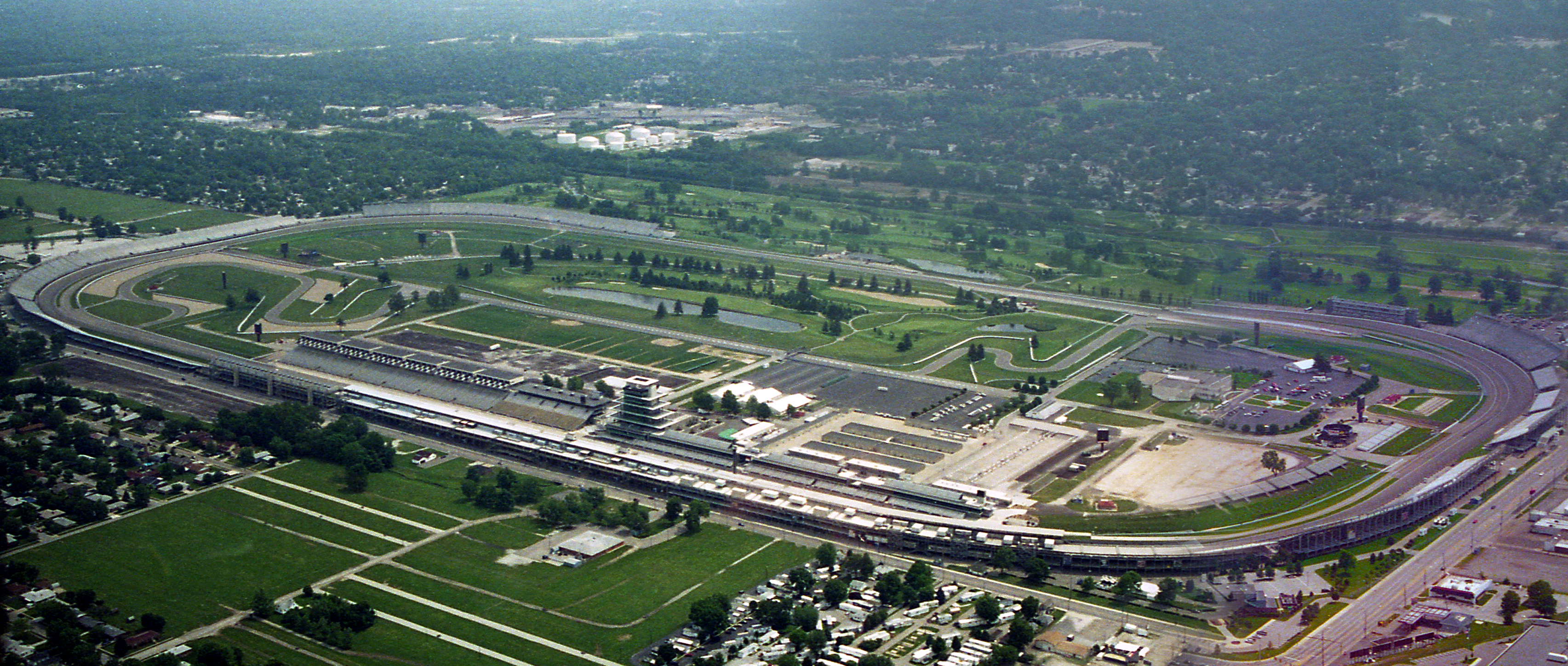
Trazado más emblemático de la serie, el Indianapolis Motor Speedway, en donde se realizan las famosas 500 millas de Indianápolis.

El principal evento del calendario son las 500 millas de Indianápolis, que se realizan en el Indianapolis Motor Speedway. Aunque el campeonato la acoge desde 1996 y a pesar de que dicha pista se corre desde 1909, se caracteriza como el evento principal debido a su antigüedad e importancia, además de ser su dueño, el empresario estadounidense Tony George, el artífice de la serie. También cumplió el papel de evento principal de las series antecesoras CART/IndyCar World Series (1979-1995), Campeonato Nacional del USAC (1956-1978, 1980-1984 campeonato interino de USAC, incluido dentro de la organización de CART/IndyCar World Series, solamente se dedicaba a entregar el premio de las 500 millas), y el Campeonato de la AAA (1905-1955)
Todos los circuitos que visitaban la IndyCar Series eran óvalos estadounidenses hasta 2002, en 2003 se añadió una carrera en Motegi, ubicada en Japón. En la temporada 2005 se añadieron por primera vez circuitos mixtos: el callejero de San Petersburgo y los autódromos de Sears Point (Sonoma) y Watkins Glen. Dos años más tarde se sumaron el circuito callejero de Detroit y el autódromo de Mid-Ohio.
Debido a la fusión con Champ Car, carreras como Edmonton y Long Beach se unieron en el 2008 y Surfers Paradise fue una fecha no puntuable. Por su parte. Detroit perdió su carrera callejera para 2009 (aunque volvió en 2012) y se unió Toronto. La temporada 2010 fue la primera en que los óvalos fueron minoría. Ese año se sumaron carreras en Sao Paulo, Brasil y el autódromo de Barber en 2010, un nuevo circuito urbano en Baltimore y el retorno del óvalo de New Hampshire en 2011. Los óvalos de International Speedway Corporation, propiedad de la familia France (dueños de NASCAR), fueron abanadonados definitivamente el 2011 por poca promoción.

## Palmarés
| Temporada                          | Campeón                        | Campeón                        | Campeón                        | Novato del año                 | Piloto más popular             |
| Temporada                          | Piloto                         | Escudería                      | Chasis                         | Novato del año                 | Piloto más popular             |
| Indy Racing League (1996-2002)     | Indy Racing League (1996-2002) | Indy Racing League (1996-2002) | Indy Racing League (1996-2002) | Indy Racing League (1996-2002) | Indy Racing League (1996-2002) |
| ---------------------------------- | ------------------------------ | ------------------------------ | ------------------------------ | ------------------------------ | ------------------------------ |
| 1996(*)                            | Scott Sharp                    | A.J. Foyt                      | Lola-Ford-Cosworth             | No se disputó                  | No se otorgó                   |
| 1996(*)                            | Buzz Calkins                   | Bradley                        | Reynard-Ford-Cosworth          | No se disputó                  | No se otorgó                   |
| 1996-1997                          | Tony Stewart                   | Menard                         | G-Force-Oldsmobile             | Jim Guthrie                    | Arie Luyendyk                  |
| 1998                               | Kenny Bräck                    | A.J. Foyt                      | Dallara-Oldsmobile             | Robby Unser                    | Arie Luyendyk                  |
| 1999                               | Greg Ray                       | Team Menard                    | Dallara-Oldsmobile             | Scott Harrington               | Scott Goodyear                 |
| 2000                               | Buddy Lazier                   | Hemelgarn                      | Dallara-Oldsmobile             | Airton Daré                    | Al Unser Jr.                   |
| 2001                               | Sam Hornish Jr.                | Panther                        | Dallara-Oldsmobile             | Felipe Giaffone                | Sarah Fisher                   |
| 2002                               | Sam Hornish Jr.                | Panther                        | Dallara-Chevrolet              | Laurent Rédon                  | Sarah Fisher                   |
| IRL IndyCar Series (2003-2007)     |                                |                                |                                |                                |                                |
| 2003                               | Scott Dixon                    | Ganassi                        | G-Force-Toyota                 | Dan Wheldon                    | Sarah Fisher                   |
| 2004                               | Tony Kanaan                    | Andretti Green                 | Dallara Honda                  | Kosuke Matsuura                | Sam Hornish Jr.                |
| 2005                               | Dan Wheldon                    | Andretti Green                 | Dallara-Honda                  | Danica Patrick                 | Danica Patrick                 |
| 2006                               | Sam Hornish Jr.                | Penske                         | Dallara-Honda                  | Marco Andretti                 | Danica Patrick                 |
| 2007                               | Dario Franchitti               | Andretti Green                 | Dallara-Honda                  | Ryan Hunter-Reay               | Danica Patrick                 |
| ICS IndyCar Series (2008-presente) |                                |                                |                                |                                |                                |
| 2008                               | Scott Dixon                    | Ganassi                        | Dallara-Honda                  | Hideki Mutoh                   | Danica Patrick                 |
| 2009                               | Dario Franchitti               | Ganassi                        | Dallara-Honda                  | Raphael Matos                  | Danica Patrick                 |
| 2010                               | Dario Franchitti               | Ganassi                        | Dallara-Honda                  | Alex Lloyd                     | Danica Patrick                 |
| 2011                               | Dario Franchitti               | Ganassi                        | Dallara-Honda                  | James Hinchcliffe              | Dan Wheldon                    |
| 2012                               | Ryan Hunter-Reay               | Andretti                       | Dallara-Chevrolet              | Simon Pagenaud                 | James Hinchcliffe              |
| 2013                               | Scott Dixon                    | Ganassi                        | Dallara-Honda                  | Tristan Vautier                | Tony Kanaan                    |
| 2014                               | Will Power                     | Penske                         | Dallara-Chevrolet              | Carlos Muñoz                   | Juan Pablo Montoya             |
| 2015                               | Scott Dixon                    | Ganassi                        | Dallara-Chevrolet              | Gabby Chaves                   | Justin Wilson                  |
| 2016                               | Simon Pagenaud                 | Penske                         | Dallara-Chevrolet              | Alexander Rossi                | Bryan Clauson                  |
| 2017                               | Josef Newgarden                | Penske                         | Dallara-Chevrolet              | Ed Jones                       | Conor Daly                     |
| 2018                               | Scott Dixon                    | Ganassi                        | Dallara-Honda                  | Robert Wickens                 | James Hinchcliffe              |
| 2019                               | Josef Newgarden                | Penske                         | Dallara-Chevrolet              | Felix Rosenqvist               | No se otorgó                   |
| 2020                               | Scott Dixon                    | Ganassi                        | Dallara-Honda                  | Rinus VeeKay                   | Alexander Rossi                |
| 2021                               | Álex Palou                     | Ganassi                        | Dallara-Honda                  | Scott McLaughlin               | Romain Grosjean                |
| 2022                               | Will Power                     | Penske                         | Dallara-Chevrolet              | Christian Lundgaard            | No se otorgó                   |
| 2023                               | Álex Palou                     | Ganassi                        | Dallara-Honda                  | Marcus Armstrong               | No se otorgó                   |
| 2024                               | Álex Palou                     | Ganassi                        | Dallara-Honda                  | Linus Lundqvist                | No se otorgó                   |
| 2025                               | Álex Palou                     | Ganassi                        | Dallara-Honda                  | Bandera de ?                   |                                |

### Por pilotos
| N.º | Piloto           | Títulos | Años                                |
| --- | ---------------- | ------- | ----------------------------------- |
| 1   | Scott Dixon      | 6       | 2003, 2008, 2013, 2015, 2018, 2020. |
| 2   | Dario Franchitti | 4       | 2007, 2009, 2010, 2011              |
| 2   | Álex Palou       | 4       | 2021, 2023, 2024, 2025              |
| 4   | Sam Hornish Jr.  | 3       | 2001, 2002, 2006                    |
| 5   | Josef Newgarden  | 2       | 2017, 2019                          |
| 5   | Will Power       | 2       | 2014, 2022                          |
| 7   | Scott Sharp      | 1       | 1996                                |
| 7   | Buzz Calkins     | 1       | 1996                                |
| 7   | Tony Stewart     | 1       | 1997                                |
| 7   | Kenny Bräck      | 1       | 1998                                |
| 7   | Greg Ray         | 1       | 1999                                |
| 7   | Buddy Lazier     | 1       | 2000                                |
| 7   | Tony Kanaan      | 1       | 2004                                |
| 7   | Dan Wheldon      | 1       | 2005                                |
| 7   | Ryan Hunter-Reay | 1       | 2012                                |
| 7   | Simon Pagenaud   | 1       | 2016                                |

### Por equipos
| Equipo                 | Total | Temporada                                                                    |
| ---------------------- | ----- | ---------------------------------------------------------------------------- |
| Chip Ganassi Racing    | 13    | 2003, 2008, 2009, 2010, 2011, 2013, 2015, 2018, 2020, 2021, 2023, 2024, 2025 |
| Team Penske            | 6     | 2006, 2014, 2016, 2017, 2019, 2022                                           |
| Andretti Autosport     | 4     | 2004, 2005, 2007, 2012                                                       |
| A. J. Foyt Enterprises | 2     | 1996, 1998                                                                   |
| Team Menard            | 2     | 1997, 1999                                                                   |
| Panther Racing         | 2     | 2001, 2002                                                                   |
| Bradley Motorsports    | 1     | 1996                                                                         |
| Hemelgarn Racing       | 1     | 2000                                                                         |

### Por motoristas
| N.º | Constructor | Títulos | Años                                                                         |
| --- | ----------- | ------- | ---------------------------------------------------------------------------- |
| 1   | Honda       | 13      | 2004, 2005, 2006, 2007, 2008, 2009, 2010, 2011, 2013, 2018, 2020, 2021, 2023 |
| 2   | Chevrolet   | 9       | 2002, 2012, 2014, 2015, 2016, 2017, 2019, 2022, 2024                         |
| 3   | Oldsmobile  | 5       | 1996-1997, 1998, 1999, 2000, 2001                                            |
| 4   | Cosworth    | 1       | 1996                                                                         |
| 4   | Toyota      | 1       | 2003                                                                         |

## Resumen estadístico

### Estadísticas de pilotos
| N.º     | Piloto            | Victorias |
| ------- | ----------------- | --------- |
| 1       | Scott Dixon       | 52        |
| 2       | Will Power        | 39        |
| 3       | Hélio Castroneves | 25        |
| 3       | Josef Newgarden   | 25        |
| 5       | Dario Franchitti  | 21        |
| 6       | Sam Hornish, Jr.  | 19        |
| 6       | Álex Palou        | 19        |
| 8       | Dan Wheldon       | 16        |
| 8       | Tony Kanaan       | 16        |
| 8       | Ryan Hunter-Reay  | 16        |
| Fuente: |                   |           |

| N.º     | Piloto            | Poles |
| ------- | ----------------- | ----- |
| 1       | Will Power        | 62    |
| 2       | Hélio Castroneves | 48    |
| 3       | Scott Dixon       | 32    |
| 4       | Dario Franchitti  | 24    |
| 5       | Josef Newgarden   | 17    |
| 6       | Greg Ray          | 14    |
| 7       | Ryan Briscoe      | 13    |
| 7       | Simon Pagenaud    | 13    |
| 7       | Álex Palou        | 13    |
| 10      | Sam Hornish, Jr.  | 12    |
| Fuente: |                   |       |

| N.º     | Piloto            | Podios |
| ------- | ----------------- | ------ |
| 1       | Scott Dixon       | 128    |
| 2       | Will Power        | 88     |
| 3       | Hélio Castroneves | 84     |
| 4       | Tony Kanaan       | 73     |
| 5       | Dario Franchitti  | 59     |
| 6       | Sam Hornish, Jr.  | 47     |
| 6       | Josef Newgarden   | 47     |
| 8       | Ryan Hunter-Reay  | 44     |
| 9       | Dan Wheldon       | 43     |
| 9       | Álex Palou        | 43     |
| Fuente: |                   |        |

### Estadísticas de equipos
| N.º     | Equipo                 | Victorias |
| ------- | ---------------------- | --------- |
| 1       | Penske                 | 122       |
| 2       | Chip Ganassi           | 83        |
| 3       | Andretti Autosport     | 64        |
| 6       | Panther                | 15        |
| 5       | Rahal Letterman        | 13        |
| 6       | Menard                 | 10        |
| 7       | Kelley                 | 9         |
| 8       | Hemelgarn              | 8         |
| 8       | A. J. Foyt Enterprises | 8         |
| 10      | Schmidt Peterson       | 7         |
| Fuente: |                        |           |

| N.º     | Equipo                 | Poles |
| ------- | ---------------------- | ----- |
| 1       | Penske                 | 168   |
| 2       | Chip Ganassi           | 60    |
| 3       | Andretti Autosport     | 41    |
| 4       | Menard                 | 26    |
| 5       | Rahal Letterman        | 14    |
| 6       | A. J. Foyt Enterprises | 12    |
| 7       | Panther                | 10    |
| 8       | Kelley                 | 8     |
| 9       | Schmidt Peterson       | 7     |
| 9       | McLaren                | 7     |
| Fuente: |                        |       |

| N.º     | Equipo                 | Podios |
| ------- | ---------------------- | ------ |
| 1       | Penske                 | 317    |
| 2       | Chip Ganassi           | 233    |
| 3       | Andretti Autosport     | 214    |
| 4       | Rahal Letterman        | 50     |
| 5       | Panther                | 49     |
| 6       | A. J. Foyt Enterprises | 32     |
| 7       | Schmidt Peterson       | 29     |
| 8       | Dale Coyne             | 22     |
| 9       | Menard                 | 20     |
| 10      | Kelley                 | 19     |
| 10      | Rahal Letterman        | 19     |
| Fuente: |                        |        |

Nota: actualizado al Gran Premio de Monterey 2022.

## Premios y distinciones
Para el campeón de la IndyCar Series, actualmente desde 2011 se implementó un antiguo trofeo de monoplazas americano, la legendaria Copa Astor, que ya había sido utilizada para ciertas carreras avales del Campeonato Nacional de la AAA en el pasado, se planteaba utilizar el trofeo de la Copa Vanderbilt que se utilizaba originalmente en los últimos años de la Championship Auto Racing Teams y para premiar a los ganadores de la USA 500, ya que en esa época dicho trofeo surgió como respuesta al legendario trofeo de la Copa Vanderbilt de mediados de los años 20, 30s y 60, y que comparte la misma historia que la Copa Astor en el historial del Campeonato de Monoplazas de Estados Unidos, y junto a la Copa Astor, se conceden dos trofeos adicionales, el Trofeo de Óvalos y el Trofeos de Circuitos, que hasta 2013 llevaban el nombre de los legendarios A.J. Foyt y Mario Andretti, que por diversas situaciones, dichos nombre ya no son utilizados, sin embargo, desde 2014 seguirán cumpliendo la misma función, pero en sus respectivas especialidades de circuitos. Adicionalmente, la marca de bebidas Fuzzy's Ultra Premium Vodka premiará con su propio trofeo al piloto que logre ganar la Triple corona del automovilismo de IndyCar al que logre al menos ganar dos de las tres competencias puntuables o incluso tres competencias en la temporada, en los óvalos de Indianapolis Motor Speedway, Pocono Raceway y en el Auto Club Speedway, todas ellas carreras de 500 millas cada una.

### Trofeos A.J. Foyt y Mario Andretti
Desde 2010 se creó un formato adicional en el que se premiará al piloto que sume más puntos por un lado en circuitos ovales y por otro en circuitos mixtos. Llevan el nombre de Trofeo A.J. Foyt y Trofeo Mario Andretti respectivamente, elegidos tras una selección de un comité y una votación del público. Sin embargo, desde 2013 ya no se usan los nombres de estos memorables pilotos de la historia del Campeonato de Monoplazas de Estados Unidos para estos trofeos.
| Año  | Trofeo A.J. Foyt   | Trofeo Mario Andretti |
| ---- | ------------------ | --------------------- |
| 2010 | Dario Franchitti   | Will Power            |
| 2011 | Scott Dixon        | Will Power            |
| 2012 | Ryan Hunter-Reay   | Will Power            |
| Año  | Trofeo de Ovalos   | Trofeo de Circuitos   |
| 2013 | Hélio Castroneves  | Scott Dixon           |
| 2014 | Juan Pablo Montoya | Will Power            |
| 2015 | Juan Pablo Montoya | Will Power            |
| 2016 | Josef Newgarden    | Simon Pagenaud        |
| 2017 | Hélio Castroneves  | Josef Newgarden       |
| 2018 | Will Power         | Scott Dixon           |
| 2019 | Simon Pagenaud     | Scott Dixon           |
| 2020 | Scott Dixon        | Josef Newgarden       |
| 2021 | Patricio O'Ward    | Álex Palou            |
| 2022 | Patricio O'Ward    | Will Power            |
| 2023 | Josef Newgarden    | Álex Palou            |

## Equipos notables
| Equipo                                       | Activos     | Títulos                                                      |
| -------------------------------------------- | ----------- | ------------------------------------------------------------ |
| Chip Ganassi Racing                          | (2000-)     | 13 (2003; 2008-2011; 2013; 2015; 2018; 2020-2021; 2023-2025) |
| Penske Racing                                | (2001-)     | 6 (2006; 2014; 2016-2017; 2019; 2022)                        |
| Andretti Autosport Andretti Green/Team Green | (2003-)     | 4 (2004-2005; 2007(*); 2012)                                 |
| A.J. Foyt Enterprises                        | (1996-)     | 2 (1996 (**) y 1998)                                         |
| Panther Racing                               | (1996-2014) | 2 (1996 y 1998)                                              |
| Team Menard                                  | (1996-2003) | 2 (1997, 1999)                                               |
| Bradley Motorsports                          | (1996-2002) | 1 (1996) (**)                                                |
| Hemelgarn Racing                             | (1996-2010) | 1 (2000)                                                     |

## Cobertura televisiva
Las Carreras de la IndyCar se transmiten en cadenas de Televisión Abierta como: ABC, NBC, CBS y Fox. Las Carreras de la IndyCar se transmiten también por Televisión por Cable incluyendo: ESPN, Fox Sports, Movistar+, CBS SN y NBC SN. 

### Otros países
- Brasil: Rede Bandeirantes y BandSports
- Colombia: RCN Televisión y RCN HD2
- Portugal: Sport TV
- Reino Unido: BT Sport
- Canadá: Sportsnet
- España: Movistar+
- Hispanoamérica: ESPN y Disney+